# Флаг Сицилии

Флаг Сицилийского королевства

Флаг Сицилии — флаг, используемый в итальянской автономной области Сицилия.
Впервые был принят в 1282 году после событий Сицилийской вечерни в Палермо. Для флага характерно наличие в центре трискелиона (изображения трёх ног, выходящих из общего центра), головы Медузы Горгоны, а также трёх змей либо трёх колосьев пшеницы, также выходящих из центра изображения. Три ноги символизируют три крайние точки острова Сицилия. Тринакрия, другое название трискелиона (от греческого слова trinacrios, означающего треугольник), является также первым названием острова, данным ему в античный период греками, обнаружившими при открытии острова, что он имеет треугольную форму. Цвета флага обозначают города Палермо и Корлеоне, которые основали конфедерацию против правившего Сицилией Анжуйского дома.
В современном виде флаг принят в 2000 году и используется для обозначения Сицилии как автономной области. Женщина, изображённая на флаге, в современном понимании не ассоциируется с Медузой Горгоной.
Под тем же названием известен флаг, использовавшийся во время арагонского периода Сицилийского королевства. Существует ещё один флаг, на котором изображён трискелион — это флаг Острова Мэн.